# 張鵬翼 (清朝)
张鹏翼（1633年—1715年），字蜚子，晚号警庵。福建连城人。
父张象椿。崇祯六年（1633年）出生于福建省连城县（屬龙岩市）新泉。八歲即好學，十四歲熟读《四书集注》，深受朱熹思想的影响。為岁贡生。一生絕意仕途，隐居于冠豸山中。